# Straatspoor

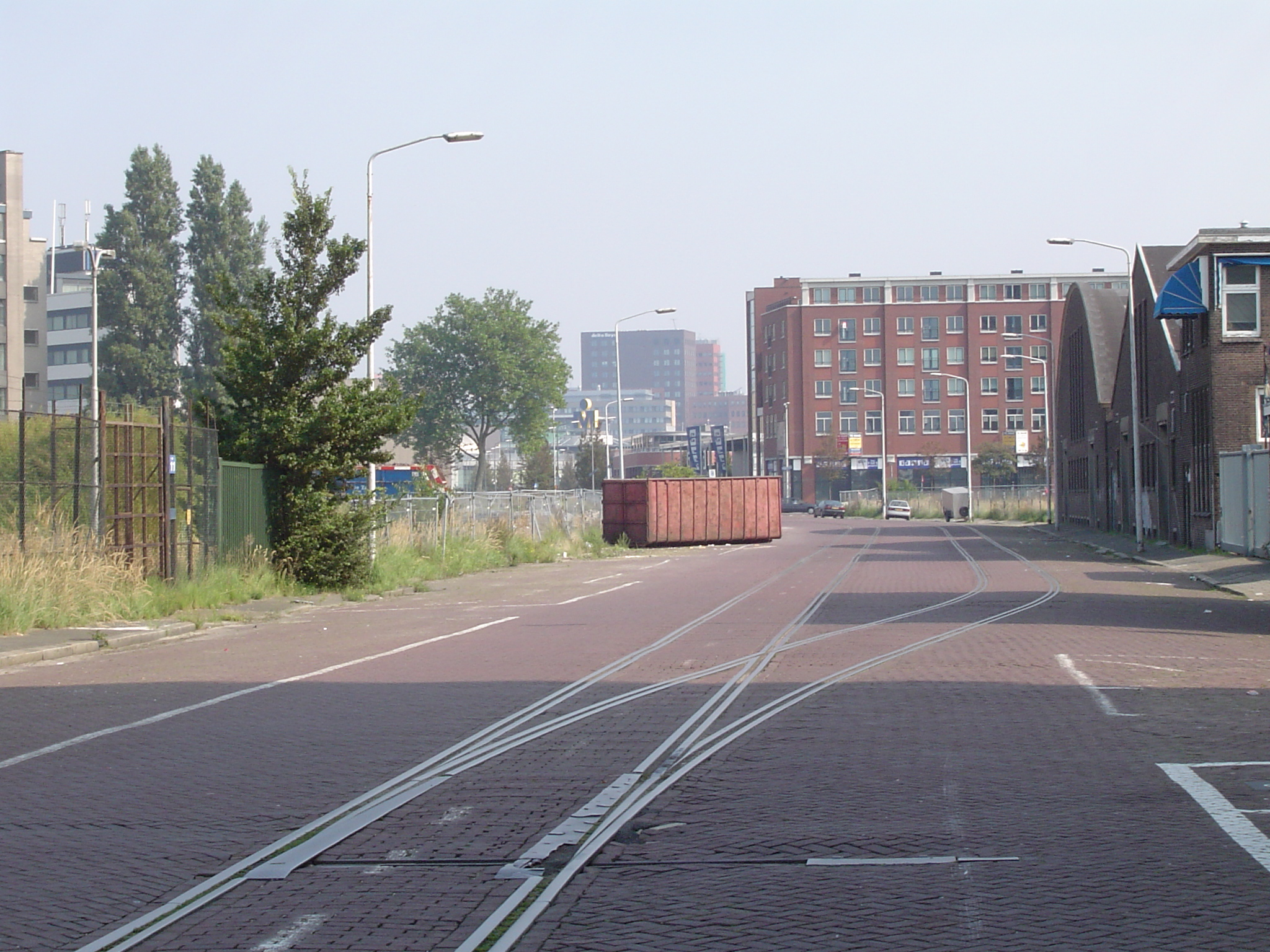
Voormalig straatspoor voor het goederentransport in het Laakhaven-gebied

Straatspoor is een spoorbaan die zonder ballastbed met de rails in wegverharding ligt. Hierdoor kan de weg gebruikt worden door zowel spoor- en wegverkeer. Op industrieterreinen maakt straatspoor het mogelijk goederenwagons van alle kanten te beladen, terwijl het terrein ook voor andere doeleinden gebruikt kan worden.
Straatspoor wordt vooral voor lightrail gebruikt, maar er zijn ook voorbeelden van passagiers- en goederentreinen die door de straten van de stad rijden. Deze worden soms ook wel "straattreinen" genoemd.
Het straatspoor is in verstedelijkte gebieden een financieel en economisch interessant alternatief voor gescheiden spoorsystemen; en milieuvriendelijker dan de meeste andere vormen van gemotoriseerd transport. De gecompromitteerde verkeersveiligheid dat ermee gepaard gaat, is echter een zorgpunt.

## Straatspoor vs. gescheiden railsystemen
Wanneer tussen straatspoor en gescheiden spoorsystemen gekozen moet worden op basis van uitsluitend de balans tussen initiële bouwkosten en reistijd, dan is het straatspoor in het voordeel.  Zo zijn de kosten van straatspoor ongeveer een derde van die van zwevend spoor (zoals monorail) en een negende van die voor de metro. Door lagere bouwkosten kunnen de kosten per reiziger lager zijn en kan het systeem financieel of economisch haalbaar gehouden worden.
De fysieke aanwezigheid van straatspoor op de openbare weg kan bovendien als katalysator dienen voor een verbeterde gebruik van de openbare weg door het verkeer en voetgangers. Aan de andere kant introduceert straatspoor juist een irregulariteit in wat vaak al een complex verkeerspatroon is: spoorvoertuigen moeten interacteren met het andere verkeer en voetgangers, wat potentieel leidt tot lagere snelheden, minder punctualiteit, verminderde capaciteit en meer ongevallen.

## Geschiedenis

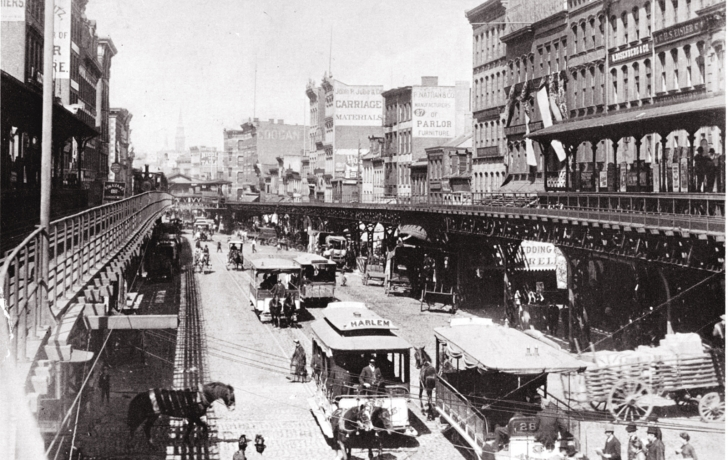
Harlem Line in 1890, toen nog voortgestuwd door paarden.

In de Verenigde Staten veroorzaakte in het begin van de 19e eeuw niet ontwikkelde wegverharding in de toen nog jonge en groeiende plaatsen een oncomfortabele reiservaring met paardenkoetsen. De aanleg van rails in het ruwe wegoppervlak zorgde voor meer comfort. Een van de eerste sporen ter wereld die door de straat liep was de New York & Harlem-lijn (1831). Deze passagiers-'straattrein' reed niet op stoom maar op paardenkracht.
De snelle ontwikkelingen in de Verenigde Staten leidden er ook toe dat oorspronkelijk vrijliggende spoorbanen voor gewone goederen- en passagierstreinen door de verstedelijking werden opgeslokt. Deze ontwikkeling heeft aan het ontstaan van de zogenaamde "straattrein" bijgedragen. Vragen omtrent de veiligheid hebben er echter toe geleid dat straatspoor in de Verenigde Staten steeds minder voorkomt.

## Een toepassing: trein op de weg
Het Deventer industriespoor (1925-2003) was een karakteristieke lijn omdat het grotendeels een straatspoor was en niet ver van de binnenstad lag. Treinen reden tussen het verkeer over de weg en soms vlak langs woningen en door tuinen.
Andere voorbeelden zijn: de Arosabahn van de Rhätische Bahn in het Zwitserse Chur en de Mecklenburgische Bäderbahn Molli in het noorden van Duitsland, die als smalspoorlijn dwars door het stadje Bad Doberan loopt.